# سانت أنجيلو دي لومباردي
سانت أنجيلو دي لومباردي، (بالإنجليزية: Sant'Angelo dei Lombardi)‏، هي بلدة و(بلدية) في محافظة أفيلينو في منطقة كامبانيا بجنوب إيطاليا.

## السكان
في سنة 1861 بلغ عدد السكان 6٬556 نسمة، وتطور العدد ليصل في سنة 2011 لـ 4٬304 نسمة.
يظهر هذا المخطط البياني تطور النمو السكاني لـ سانت أنجيلو دي لومباردي